# The Neptunes Present... Clones
The Neptunes Present... Clones es el primer álbum de la pareja de productores The Neptunes compuesta por Pharrell Williams y Chad Hugo bajo el sello discográfico Star Trak.
Es un álbum con canciones de varios artistas como Nelly, Snoop Dogg, Ludacris, entre muchos otros.
El álbum salió a la venta en 2003 el 19 de agosto, debutando #1 en el Billboard 200
Se desprendieron 4 singles: "Frontin" de Pharrell con Jay Z, "Light Your Ass On Fire" de Busta Rhymes, "Hot Damn" de Clipse y "It Blows My Mind" de Snoop Dogg.

## Lista de canciones
1. "Intro" by The Neptunes – 0:31
2. "Light Your Ass On Fire" by Busta Rhymes featuring Pharrell – 3:44
3. "Blaze of Glory" by Clipse featuring Pharrell & Ab-Liva – 3:56
4. "It Wasn't Us" by Ludacris featuring I-20 – 3:39
5. "Frontin'" by Pharrell featuring Jay-Z – 3:56
6. "Good Girl" by Vanessa Márquez – 4:15
7. "If" by Nelly – 3:45
8. "Hot" by Rosco P. Coldchain featuring Pusha T & Boo-Bonic – 3:41
9. "It Blows My Mind" by Snoop Dogg – 5:04
10. "Half-Steering..." by Spymob – 3:39
11. "Fuck N' Spend" by The High Speed Scene – 1:31
12. "Loser" by N*E*R*D featuring Clipse – 3:18
13. "Rock N' Roll" by FAM-LAY – 4:24
14. "The Don of Dons (Put De Ting Pon Dem)" by Super Cat featuring Jadakiss – 4:15
15. "Hot Damn" by Clipse featuring Ab-Liva, Pharrell & Rosco P. Coldchain – 4:08
16. "Put 'Em Up" by N.O.R.E. featuring Pharrell – 3:36
17. "Pop Shit" by Dirt McGirt featuring Pharrell – 3:39
18. "Popular Thug" by Kelis featuring Nas – 3:57

## Créditos
- Productores Ejecutivos- Pharrell Williams, y Chad Hugo for Star Trak Entertainment
- Todas las pistas producidas por The Neptunes